# ダッドリー・ダッドリー
ジェフ・ブラッドリー（Jeff Bradley）は、アメリカ合衆国のプロレスラー。テキサス州サンアントニオ出身。キャリアにおいて、ECW時代のリングネームであるダッドリー・ダッドリー（Dudley Dudley）での活動で知られる。

## 来歴
マレンコ道場にてプロレスラーとなるためにトレーニングを積み、1992年にプロレスラーデビューを果たす。同年、WWFに入団し、チャーリー・ハンター（Charlie Hunter）のリングネームで活動。1995年までの2年間在籍するが特に活躍することができずに解雇となった。同年、ECWに移籍。7月1日に異母兄弟ヒールユニットであるダッドリー・ファミリーの長男、ダッドリー・ダッドリー（Dudley Dudley）のリングネームで次男のビッグ・ディック・ダッドリーとハーフブラザーのスノット・ダッドリーを引き連れ登場。以降、ファミリーのリーダーとして存在感を表し、ピットブルズやレイヴェンズ・ネストなどと抗争。同年後期に四男、ダンス・ウィズ・ダッドリーと五男、ババ・レイ・ダッドリーが加わりファミリーを拡大していくが、1996年に事故を起こし長期欠場。そのまま復帰することなくECWから離脱した。
1997年、WCWに入団するがジョバーとしての役目が短期間で解雇された。WCW解雇後は世界の団体で活動するようになり、2002年に大日本プロレスに参戦するため来日。この時はオリジナル・ダッドリー・ダッドリー（Original Dudley Dudley）のリングネームで出場している。
アフリカや中国の団体に参戦後、2004年に再び来日。8月31日に代々木第2体育館で行われたIWAジャパンの10周年記念興行にブルーザー・ブロディをオマージュしたギミック、ブルーザー・コング（Bruiser Kong）のリングネームで参戦し、IWA世界ヘビー級王座争奪トーナメントに出場するが一回戦のジム・ドゥガンと戦い敗れた。
同年、オーストリアやハンガリーといったヨーロッパの団体やプエルトリコのIWAに参戦後、アメリカに帰国。フロリダ州のインディー団体を拠点とし、NWAフロリダなどの団体に参戦。また、マレンコ道場やスティーブ・カーンが主宰するレスリングスクールのトレーナーとしても活動。
2008年、再び世界の団体で活動するようになり、WWCではWWC世界タッグ王座を獲得。2009年にはオーストリアのEWA（European Wrestling Association）にて日本の団体に参戦していることで知られるバンビ・キラーやジョー・レジェンドと対戦している。

## 得意技
ディスカス・ラリアット
フィニッシャー
ダイビング・ニー・ドロップ
クローバーリーフ
ダイビング・スプラッシュ

## 獲得タイトル
IWA
- IWAハードコア王座 : 2回
- IWA世界タッグチーム王座 : 2回

w / ミスター・ビッグ
WWC
- WWC TV王座 : 1回
- WWC世界タッグチーム王座 : ２回

w / トッド・ディーン
IPW（Independent Professional Wrestling）
- IPWハードコア王座 : 1回
- IPW TV王座 : 1回

BJW
- BJWヘビー級王座 : 1回